# Желіба Тамара Данилівна
Тамара Данилівна Желіба, до шлюбу Мірошниченко (16 січня 1946, м. Городище, Черкаська обл.) – українська художниця та освітянка. Майстриня традиційного народного мистецтва (1992р.), членкиня Національної спілки майстрів народного мистецтва України (2017р.) та Національної спілки художників України (1992), педагогиня-організаторка [Архівовано 3 березня 2022 у Wayback Machine.].

## Біографія
Тамара Мірошниченко народилася 16 січня 1946 року в місті Городище Черкаської області. Навчалася в Городищанській середній школі імені В. Чкалова. В 1969 році закінчила Московський народний університет мистецтв, факультет театральний. 
З 1969 року працювала методисткою-інструкторкою, директоркою міського Будинку культури в м. Городище. 1969 – 1973рр. заочно навчалася в Канівському культурно-освітньому училищі (керівниця хорового колективу). 1971-1973 – методистка-інструкторка Будинку культури с. Моринці Звенигородського району, Черкаської області. 1973-1975 – директорка Шендерівського Будинку культури Корсунь-Шевченківського району. 1975-1983 – педагогиня-організаторка дитячого клубу «Теремок». 1983 – 1986 – педагогиня-організаторка в «Клуб юних техніків» в м. Елізово Камчатської області. 1986-2019 – педагогиня-організаторка дитячо-підліткового клубу «Червоні вітрила» ОПК «Либідь» Солом’янського району м. Києва. Нині постійно проживає в  Києві.

## Творчість
Тамара Желіба за покликанням – художниця, досліджувачка українських народних звичаїв та обрядів, прихильниця народної віри, патріотка України. Народна майстриня володіє різноманітними декоративно-прикладними техніками. Навчала дітей і дорослих народному мистецтву та флористиці. 
Також є авторкою сценаріїв та організаторкою багатьох літературних (Т.Г. Шевченка, Л.Українки), тематичних та обрядово-звичаєвих свят (Купала, Калита, Перуна. Різдво Дажбоже). 
Нею написані і видані книги «Мистецтво флористики» (1993р.), збірка віршів «Відлуння» (1998р.). 
Створила колекцію художніх робіт: «Від Коляди до Коляди» (дохристиянських обрядово-звичаєвих свят); «У нашого Омелька невелика сімейка» та колекцію народної ляльки-мотанки. Багаторазова учасниця тематичних та персональних виставок прикладного мистецтва, що проходили в різних закладах культури та освіти: Будинок вчителя, Український дім, Будинок жінки, Будинок вчених, Будинок природи, Будинок ветеранів, Родинний дім, в бібліотеках та Будинках культури, навчальних закладах міста Києва. 
Проводила майстер-класи: скульптура з мушлі, чарівна соломка, картина з природних матеріалів, флористика під склом, писанкарство. 
З 2015 року – має інвалідність другої групи (загальне захворювання), звільнилася з роботи за власним бажанням, але продовжує свою діяльність. З 2016 року веде рубрику «Звичаї і традиції України» в журналі «Українська родина», членкиня редколегії журналу.
Методичні доробки в пресі:
- «Чи вибере підліток клуб»;
- «Живопись без кисти»;
- «Флористика – це мистецтво»;
- «Зазирни в душу дитини»;
- «Щасти вам, юні».

## Нагороди та звання
- Почесне звання "Гордість Києва" - 2005 рік
- "Киянка року" - 2011 рік
- Відзначена нагрудними знаками: "Ветеран праці", "Подяка", "Гордість Києва".
- Диплом ІІ ступеня в номінації «Мій Шевченко» Міжнародного проекту-конкурсу «Тарас Шевченко єднає народи» - 2018р.;
- Диплом за вагомий внесок у розвиток позашкільної освіти та участь у ІІ Всеукраїнській виставці-фестивалі «Обдаровані діти України» - 2009р.;
- Диплом в номінації «Кращий педагог-організатор року» - 2008р.;
- Диплом за активну участь у проведені виставки «Живи, Україно, живи для краси, для сили, для правди, для волі!» популяризацію мистецтва флористики в м.Києві – 2005р.;
- Диплом за особистий вклад в організацію і проведення міського конкурсу «Не загуби своє майбутнє» - 1999р.